# طرخان أردوغان
طُرخان يشار أردوغان (بالتركية: Turhan Erdoğan)‏ (يُلفظ «تُرهان» أو «تُورهان») ‏ (1 يناير 1938 -4 يناير 2019) أكاديمي تركي في الهندسة المدنية.
ولد في طرسوس في 1 يناير 1938.
تخرج من مدرسة ثانوية طرسوس الأمريكية في عام 1957. أكمل دراسات ماجستير في قسم الهندسة المدنية في جامعة الشرق الأوسط التقنية (METU) في عام 1963 ، وأطروحة دكتوراه في جامعة بيركلي وMETU في عام 1970.